# Capo della Repubblica di Crimea
Il Capo della Repubblica di Crimea (in lingua tatara di Crimea: Къырым Джумхурийетининъ Къафа; in russo Глава Республики Крым?, Glava Respubliki Krym; in ucraino Голова Республіки Крим?, Golova Republiki Krym), carica internazionalmente non riconosciuta, equivalente a un presidente della repubblica, è il più alto funzionario della Repubblica di Crimea, dal 2014 soggetto federale de facto della Russia; viene approvato ogni 5 anni dal parlamento locale, il Consiglio di Stato della Repubblica di Crimea, su nomina del Presidente della Federazione Russa (che, eccezionalmente, può anche insediare direttamente un incaricato ad interim).

## Storia
Una carica equivalente, quella di Presidente della Repubblica di Crimea (in russo Президент Республики Крым?, Prezident Respubliki Krym), con giurisdizione anche sulla città autonoma di Sebastopoli, era prevista anche dalla precedente costituzione della Repubblica autonoma di Crimea (uno statuto speciale), del 1992. Le prime elezioni presidenziali si ebbero nel 1994, vinte dal separatista filorusso Iouri Mechkov (a capo della coalizione "Russia"), ma l'anno successivo il parlamento ucraino, nell'ambito di un processo di riduzione dell'autonomia della Crimea, abolì sia lo statuto sia la carica.

### Dall'Ucraina alla Federazione Russa
In seguito della Rivoluzione ucraina del 2014, per opera di nazionalisti ed europeisti, la crescita delle proteste filorusse in Ucraina ha portato alla cosiddetta crisi di Crimea, parallelamente allo scoppio della guerra del Donbass. L'11 marzo la Crimea, seguita dalla città autonoma di Sebastopoli, ha dichiarato unilateralmente l'indipendenza dall'Ucraina, confermata il 16 marzo da un referendum popolare non riconosciuto dalla maggioranza della comunità internazionale, per poi firmare, il 18 marzo stesso, il trattato di adesione alla Federazione Russa.
L'11 aprile il Consiglio di Stato della Repubblica di Crimea ha di conseguenza varato una nuova costituzione, contemplante appunto la carica di Capo della Repubblica di Crimea, operativa dal 14 aprile dello stesso anno.

## Eleggibilità ed attribuzioni
In base all'art. 62 della Costituzione della Repubblica di Crimea, approvata dal Consiglio di Stato l'11 aprile 2014 ed entrata in vigore il giorno successivo, può accedere alla carica qualunque cittadino russo che abbia compiuto i trent'anni di età, purché non abbia subito restrizioni dei diritti civili e politici.
Formalmente un capo di Stato, il Capo della Repubblica è nei fatti un governatore, subordinato al Presidente della Federazione Russa; sovrintende all'esecutivo, e ha diritto all'iniziativa legislativa nel Consiglio di Stato, che può convocare anche in via straordinaria.
Inoltre, in base agli artt. 61-65 della Costituzione, egli:
- nomina e revoca, con il consenso del Consiglio di Stato, il Presidente del Consiglio dei Ministri, ferma restando la possibilità di detenere contemporaneamente entrambe le cariche, nonché i ministri e altri alti funzionari della Repubblica;

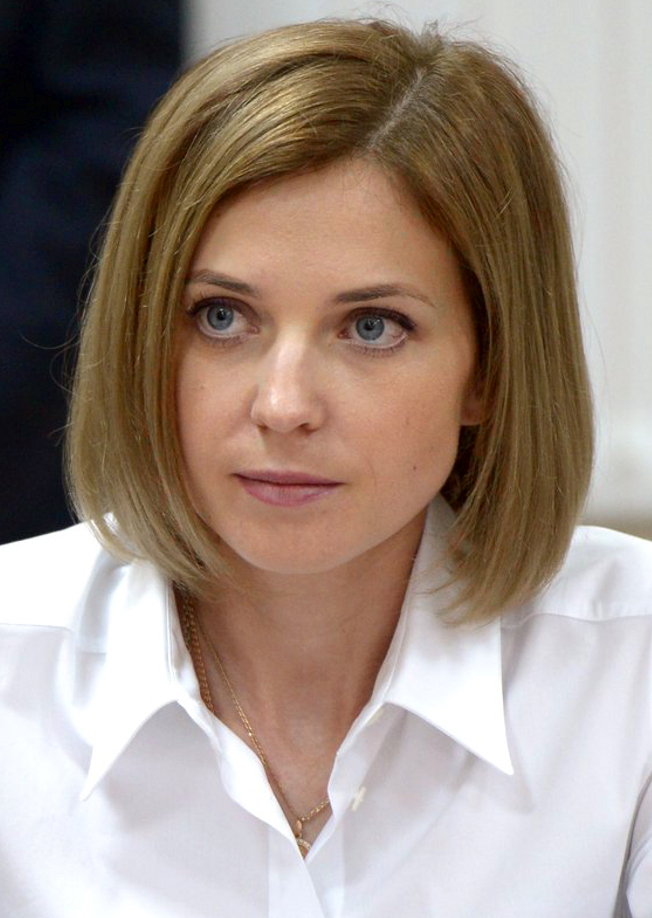
Natal'ja Vladimirovna Poklonskaja

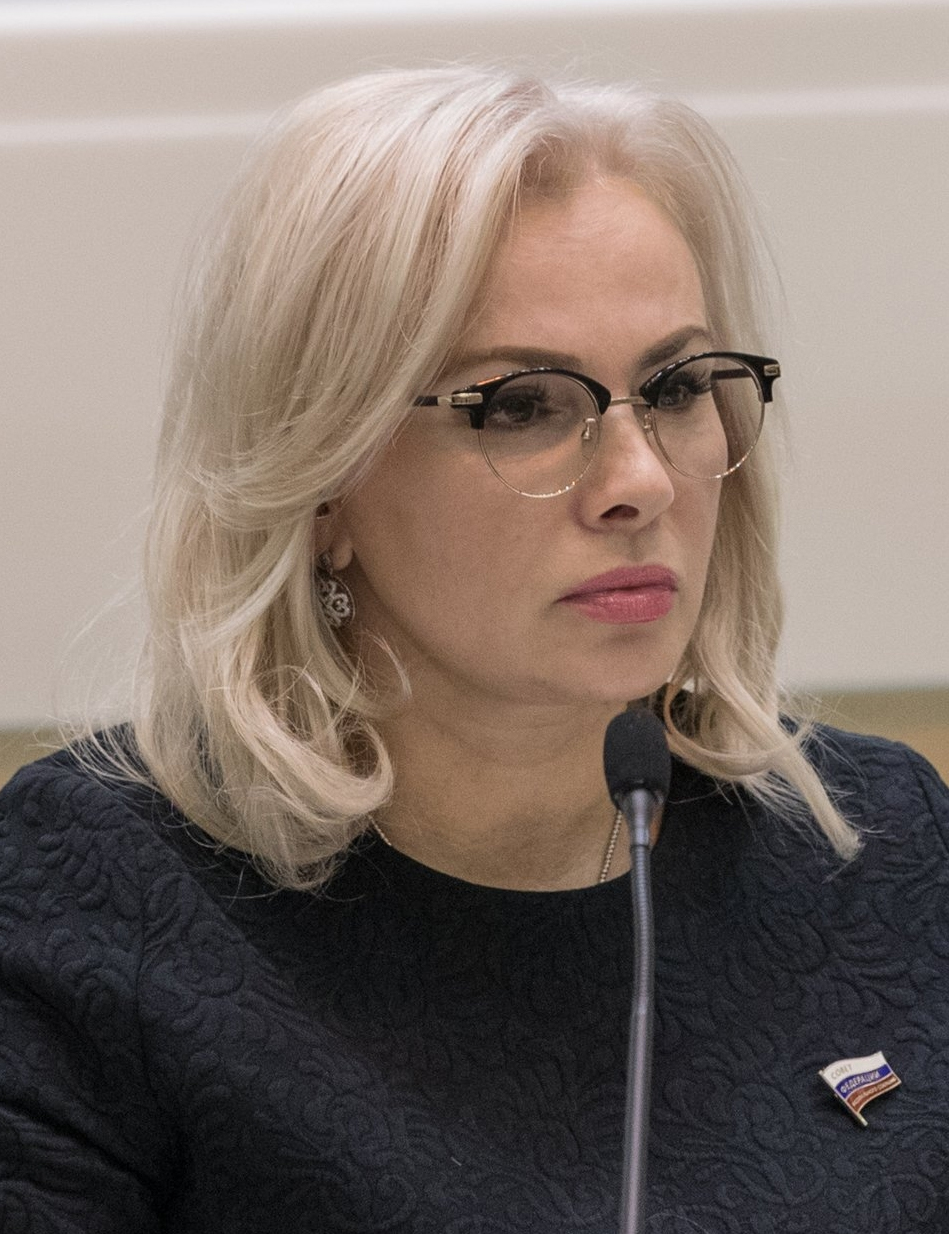
Olga Fedorovna Kovitidi

- rappresenta la Repubblica di Crimea nelle relazioni con il governo centrale e le altre autorità locali della Federazione Russa, nonché con le rappresentanze economiche estere; firma trattati a nome della Repubblica;
- firma e promulga le leggi della Repubblica di Crimea; adotta decreti presidenziali.

### Funzionari di nomina presidenziale
- Procuratore generale: Natal'ja Poklonskaja, nominata da Sergej Aksënov l'11 marzo 2014[1] (sebbene il diritto di nomina sia passato al procuratore generale della Federazione Russa, il mandato le è stato confermato ad interim il 25 marzo e in via definitiva il 2 maggio 2014 da Yuri Chaika, terminando il 6 ottobre 2016);
- Rappresentante nel Consiglio della Federazione: Olga Kovitidi, nominata da Sergej Aksënov il 15 aprile 2014.

## Elenco
| Capo | Capo | Capo                            | Elezione          | Inizio mandato    | Fine mandato   | Partito | Partito      | Primo ministro |
| ---- | ---- | ------------------------------- | ----------------- | ----------------- | -------------- | ------- | ------------ | -------------- |
| 1    |      | Sergej Aksënov 26 novembre 1972 | ad interim        | 14 aprile 2014    | 9 ottobre 2014 |         | Russia Unita | sé stesso      |
| 1    | 2014 | Sergej Aksënov 26 novembre 1972 | 9 ottobre 2014    | 20 settembre 2019 |                |         | Russia Unita | sé stesso      |
| 1    | 2019 | Sergej Aksënov 26 novembre 1972 | 20 settembre 2019 | in carica         | Yury Gotsanyuk |         | Russia Unita |                |

### Fonti giuridiche
- Referendum generale della Crimea, 16 marzo 2014;
- Trattato di adesione della Repubblica di Crimea alla Federazione Russa, 18 marzo 2014 (disponibile in russo su Wikisource);
- Costituzione della Repubblica di Crimea, 11 aprile 2014 (disponibile in russo su Wikisource).